# Chiesa dell'Ospizio
La chiesa dell'Ospizio (o dell'Immacolata Concezione) è una chiesetta pistoiese situata lungo via dei Buti, con ingresso nell'omonima via dell'Ospizio.

## Storia e descrizione
L'Ospizio era un luogo di ricovero edificato tra il 1543 e il 1548 su iniziativa dei francescani dell'Ordine dei Minori Osservanti del convento di San Francesco Giaccherino nel contado, che così potevano svolgere un'attività assistenziale anche in città e disporre di un comodo punto d'appoggio dentro le mura per ogni loro attività apostolica e corrente. 
La chiesa attuale ha le forme assunte nella ristrutturazione di metà Seicento, con quattro altari laterali in pietra serena. Sull'altare maggiore si trova l'affresco della Madonna dei Miracoli del 1652. 